# گزاره هنجاری
گزاره هنجاری (به انگلیسی: Normative statement) در بسیاری از رشته‌ها، از جمله اقتصاد و فلسفه بیانگر ارزش‌داوری مطلوب بودن یک موقعیت است. در حالی که منظور از گزاره توصیفی (که به عنوان یک گزاره مثبت نیز شناخته می‌شود) برای توصیف جهان «آن گونه که هست» است، یک گزاره هنجاری به معنای صحبت دربارهٔ جهان «آن گونه که باید باشد» است.
به عنوان مثال، جهان جای بهتری خواهد بود اگر ماه از پنیر سبز ساخته شده‌است یک گزاره هنجاری است زیرا قضاوتی را در مورد آنچه باید باشد، بیان می‌کند. عبارات هنجاری با افعال وجهی باید، بایست، می‌توانست یا می‌بایست مشخص می‌شوند. در اقتصاد، گزاره‌های هنجاری اساس اقتصاد ارزشی را تشکیل می‌دهند.